# Dreams Can Come True, Greatest Hits Vol. 1
Dreams Can Come True, Greatest Hits Vol. 1 è il primo "Greatest Hits" della cantante inglese Gabrielle. Ha conquistato quattro dischi di platino in Inghilterra.

## Tracce
1. Dreams
2. Going Nowhere
3. I Wish
4. Because of You
5. Give Me a Little More Time
6. Forget About the World
7. If You Ever (con gli East 17)
8. If You Really Cared
9. Walk on By
10. Sunshine
11. Rise
12. When a Woman
13. Should I Stay
14. Out of Reach
15. Don't Need the Sun to Shine (to Make Me Smile)
16. If I Walked Away

## Classifiche
| Classifica (1999/2000) | Posizione più alta |
| ---------------------- | ------------------ |
| Austria                | 59                 |
| Danimarca              | 3                  |
| Germania               | 46                 |
| Irlanda                | 3                  |
| Italia                 | 17                 |
| Nuova Zelanda          | 7                  |
| Paesi Bassi            | 15                 |
| Portogallo             | 17                 |
| Regno Unito            | 2                  |
| Svezia                 | 18                 |
| Svizzera               | 30                 |